# Валерио, Магдалена
Магдале́на Вале́рио Корде́ро (исп. Magdalena Valerio Cordero; род. 27 сентября 1959, Торремоча) — испанский юрист и политик, член ИСРП. Министр труда, миграционной политики и социального обеспечения в кабинете Педро Санчеса с 7 июня 2018 года по 13 января 2020 года.

## Биография
Магдалена Валерио изучала юриспруденцию, в 1985 году окончила Мадридский университет Комплутенсе. С 1989 года проживает в Гвадалахаре. Занимала различные государственные должности в области занятости и социального обеспечения в Гвадалахаре. На муниципальных выборах 1999 года была избрана советником мэрии Гвадалахары, в 2003 году была назначена заместителем мэра и советником по вопросам экономики и финансов. В сентябре 2005 года Валерио была избрана советником по вопросам труда и занятости в правительстве Кастилии-Ла-Манчи, в 2007 году — советником по вопросам туризма и ремёсел. В сентябре 2008 года заняла должность советника по вопросам государственного управления и юстиции. На выборах в парламент автономного сообщества Кастилия-Ламанча 2007 года Валерио возглавляла избирательный список ИСРП по избирательному округу Гвадалахары и получила мандат депутата кортесов Кастилии-Ла-Манчи.
В июле 2008 года Магдалена Валерио была избрана в состав региональной исполнительной комиссии ИСРП по Кастилии-Ла-Манче и в октябре того же года — генеральным секретарём муниципальной исполнительной комиссии ИСРП по городу Гвадалахаре. На парламентских выборах 2011 года Валерио возглавляла список ИСРП по избирательному округу Гвадалахара и получила мандат в Конгрессе депутатов Испании.
В июне 2018 года Магдалена Валерио была назначена на должность министра труда в правительстве Педро Санчеса.